# Driewegen (Borsele)
Driewegen ist ein Dorf innerhalb der Gemeinde Borsele in der niederländischen Provinz Zeeland. Das Dorf hat 565 Einwohner (Stand: 1. Januar 2024). Das Dorf liegt im südlichen Teil der Halbinsel Zuid-Beveland, dem sogenannten „Zak van Zuid-Beveland“. Driewegen entstand im 14. Jahrhundert an einer Straßenkreuzung und wuchs im 16. Jahrhundert auf Kosten des benachbarten Coudorpe, dessen Einwohner wegen des fruchtbareren Landes nach Driewegen zogen. Driewegen war bis 1970 eine selbstständige Gemeinde und wurde zu jenem Jahr in die Gemeinde Borsele eingegliedert.

## Sehenswürdigkeiten
- Gemeentehuis (Gemeindehaus)
- Kirche